# Alexius Sylvius Polonus
Alexius Sylvius Polonus (1593-c. 1653) fue un astrónomo jesuita polaco y constructor de instrumentos astronómicos. Adoptó el nombre añadido de Polonus, que significa «polaco» en latín.

## Semblanza
Sylvius estudió en el colegio jesuita de Kalisz. El astrónomo jesuita belga Charles Malapert organizó allí observaciones de manchas solares, en las que Sylvius tomó parte. Usaron primitivos telescopios obtenidos de Christoph Scheiner en Ingolstadt.
En 1617 Sylvius acompañó a Malapert en su regreso a los Países Bajos de los Habsburgo, donde ambos pasaron doce años en la Universidad de Douai. Llevaron a cabo observaciones de manchas solares con mejores instrumentos astronómicos, inventados y construidos por el propio Sylvius.
En 1630, Malapert fue llamado a España para ocupar una silla de nueva creación en el jesuita Colegio Imperial de Madrid. No obstante, enfermó durante el viaje y murió poco después de entrar en España. Tras ello, Sylvius prosiguió su labor, enseñando en Colegio Imperial, además de construir un planetario para la universidad en 1634.
Volvió a los Países Bajos de los Habsburgo en 1638, donde permaneció en el monasterio benedictino de Anchin, para el cual probablemente construyó su planetario.
Estuvo en Polonia hacia 1649. En 1651, publicó una obra de calendariografía (calendariography en inglés).